# Second Youth

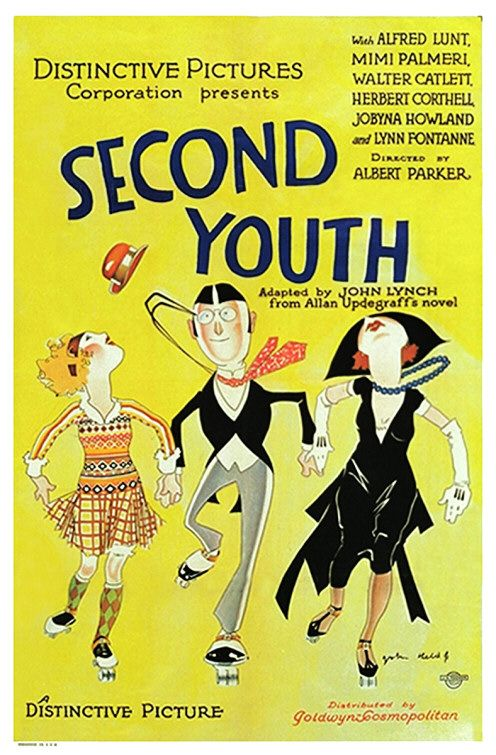
Affiche du film.

Second Youth est un film américain réalisé par Albert Parker et sorti en 1924.

## Fiche technique
- Réalisation : Albert Parker
- Scénario : John Lynch d'après un roman d'Allan Eugene Updegraff[1]

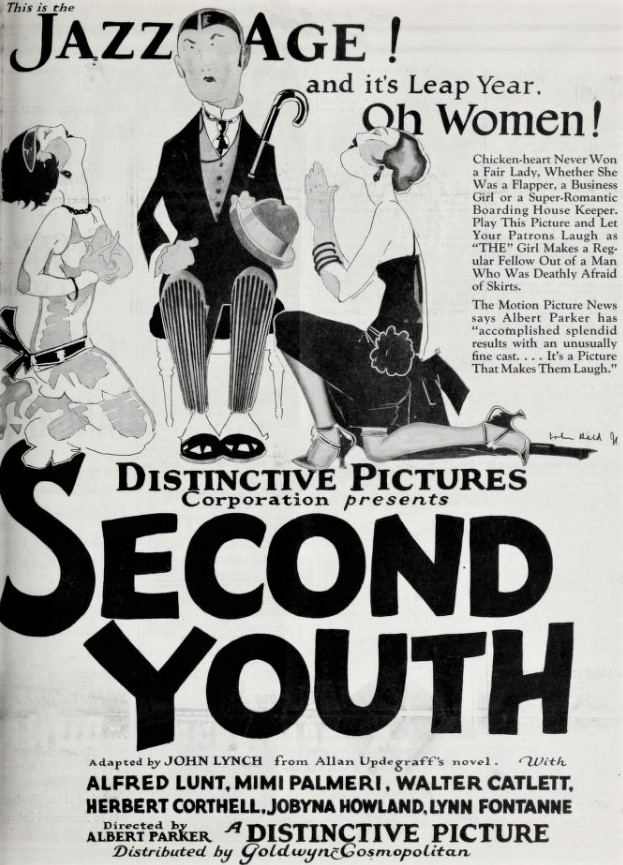
Annonce pour le film dans le magazine Film Daily

- Production : 	Distinctive Pictures Production
- Photographie : J. Roy Hunt
- Montage : Distinctive Pictures
- Distributeur : Goldwyn Pictures/Cosmopolitan
- Durée : 6 bobines[2]
- Date de sortie : 6 avril 1924

## Distribution
- Alfred Lunt : Roland Farwell Francis
- Dorothy Allen : Polly, a Maid
- Jobyna Howland : Mrs. Benson
- Lynn Fontanne : Rose Raynor
- Walter Catlett : John McNab
- Herbert Corthell : George Whiggam
- Margaret Dale : Mrs. Twombly
- Mona Palma : Ann Winton
- Winifred Allen : Phoebe Barney
- Charles Lane : Weeks Twombly
- Lumsden Hare : James Remmick
- Mickey Bennett : Willie, Mrs. Benson's Son
- Faire Binney : Lucy Remmick
- Hugh Huntley : Harley Forbes

## Statut du film
Des copies du film sont conservées dans les collections de la Cinémathèque royale de Belgique à Bruxelles et à la Bibliothèque du Congrès